# Porphyrinia leucodesma
Porphyrinia leucodesma är en fjärilsart som beskrevs av Oswald Beltram Lower 1899. Porphyrinia leucodesma ingår i släktet Porphyrinia och familjen nattflyn. Inga underarter finns listade i Catalogue of Life.